# Iglesia de la Natividad de Nuestra Señora (Andorra)
La iglesia de la Natividad de Nuestra Señora es un templo católico de la localidad española de Andorra, en la provincia de Teruel. Se trata de un edificio de notables dimensiones, de nave única con capillas entre los potentes contrafuertes y cabecera recta al exterior y poligonal al interior. Fue construida entre finales del siglo XVI y principios del siglo XVII siguiendo un proyecto unitario. 
La fábrica está realizada en sillar de piedra arenisca, a excepción de la torre situada en el ángulo suroriental, que combina el sillar en sus dos cuerpos inferiores con el ladrillo en los dos superiores, fruto de una ampliación de mediados del siglo XVII. En esta torre se combinan la planta cuadrada del primer cuerpo con la octogonal de los restantes, haciéndose la transición por medio de torreoncillos de ángulo. Asimismo se combinan elementos de un incipiente barroco con otros de tradición mudéjar. 
Al exterior destaca la fachada monumental realizada en clave manierista. Se trata de una portada-retablo articulada en dos pisos separados por un entablamento y coronada por un ático cerrado por un frontón mixtilíneo que cobija la imagen de un crucificado.
Está declarado bien de interés cultural.